# Родриго (игрок в пляжный футбол)
Родриго Соареш да Коста (порт. Rodrigo Soares da Costa; род. 16 августа 1993, Рио-де-Жанейро) — бразильский игрок в пляжный футбол, нападающий. Выступает за сборную Бразилии. Чемпион мира по пляжному футболу 2017 года, участник четырёх чемпионатов мира (2015, 2019, 2021, 2024). Родриго входит в десятку лучших бомбардиров сборной Бразилии за всю историю.
Родриго — один из лучших игроков в пляжный футбол в мире, неоднократно получал награду для звёзд пляжного футбола.

## Биография
Родриго вырос, играя в пляжный футбол на пляже Копакабана. Его первым профессиональным клубом стал «Ботафого» в 2011 году, к которому он присоединился в возрасте 18 лет. Спустя три года, в 2014 году, в возрасте 21 года Родрио впервые был вызван в сборную Бразилии, а затем был включён в состав команды на чемпионат мира 2015 года.
В возрасте 23 лет в 2016 год он был назван лучшим игроком чемпионата России и Кубка европейских чемпионов, а также получил награду «Восходящая звезда» на церемонии награждения «Звёзды пляжного футбола». В следующем году в составе сборной Бразилии завоевал победу на чемпионате мира 2017 года на Багамах, где стал вторым по результативности бомбардиром с девятью забитыми голами.
В 2017 году Родриго присоединился к российскому клубу «Кристалл» . По состоянию на 2023 год он забил за клуб 251 гол в 176 играх в различных соревнованиях.
По итогам 2019 года ог был назван одним из трёх лучших игроков мира и сиволической команды года на церемонии «Звёзды пляжного футбола». На чемпионате мира 2021 года Родриго провел свой сотый матч за сборную Бразилии, который пришёлся проигрышную встречу на групповом этапе против Швейцарии.